# Epacris lanuginosa
Epacris lanuginosa är en ljungväxtart som beskrevs av Jacques-Julien Houtou de La Billardière. Epacris lanuginosa ingår i släktet Epacris och familjen ljungväxter. Inga underarter finns listade i Catalogue of Life.